# Speak, Bird, Speak Again
Speak, Bird, Speak Again: A book of Palestinian folk tales es un libro publicado en inglés en 1989 por los autores palestinos Ibrahim Muhawi y el profesor de sociología y antropología de la Universidad Bir Zeit Sharif Kanaana.
Luego de la publicación original en inglés original, una versión en francés fue publicada por UNESCO, seguido en 1997, y por el árabe en el Líbano en 2001.
El libro contiene una colección de 45 cuentos populares palestinos ilustrados de una colección de doscientos cuentos narrados por mujeres de diferentes áreas de la Palestina histórica (Galilea, la Cisjordania, y Gaza). Las historias recolectadas fueron escogidas en la base a su popularidad, sus cualidades estéticas y narrativas, y sobre aquello qué dicen de la cultura palestina popular de siglos anteriores. Los autores dedicaron 30 años para recolectar el material para el libro.
La versión inglesa del libro es estudiada como parte de cursos de literatura en la Universidad de California en Berkeley y la Universidad de Chicago, y como parte de los estudios de maestría en la Universidad Bir Zeit.
Algunos de los cuentos populares del libro han sido republicados en otros libros o colecciones:
- Margareth MacDonald leído, Alik Arzoumanian (ill), (2006):  Tunjur! Tunjur! Tunjur! Un cuento popular palestino, ISBN 978-0-7614-5225-6, basado en la historia "Tunjur, Tunjur" , originalmente de Fatme Abdel Qader, Arrabe, Galilea, para  Speak, Bird, Speak Again.
- Sonia Nimr (Introducción de Ghada Karmi), (2007): Ghaddar el Ghoul y otras historias palestinas, ISBN 978-1-84507-523-1, contiene la historia "Hasan y la Pluma Dorada", la cual está basada en la historia titulada "Bushel de Oro" (o "El Cubo Dorado") en   Speak, Bird, Speak Again.

## Controversia
En 2007 el ala de Hamás en la Autoridad palestina prohibió el libro y emitió una directiva para retirar el libro del profesor Kanaana de bibliotecas escolares y destruirlo, luego la prohibición sería retirada. El libro fue malinterpretado, explicó el autor, "ya que no fue diseñado para ser enseñado a niños, sino que es indicado para un nivel de maestría y doctorado [en estudios de literatura]."
El novelista palestino Zakariya Mohammed advirtió que la decisión de Hamás de prohibir el libro, el cual es una colección de 45 cuentos populares, era "sólo el principio" e instó a los intelectuales para pasar a la acción. Diga: "Si no nos mantenemos en pie contra los islamistas ahora, no pararán confiscando libros, canciones y folclore".